# Yuta Abe
Yuta Abe (Yamaguchi, 31 juli 1974) is een voormalig Japans voetballer.

## Carrière
Yuta Abe speelde tussen 1993 en 2000 voor Sanfrecce Hiroshima en Vissel Kobe.